# Potències Centrals

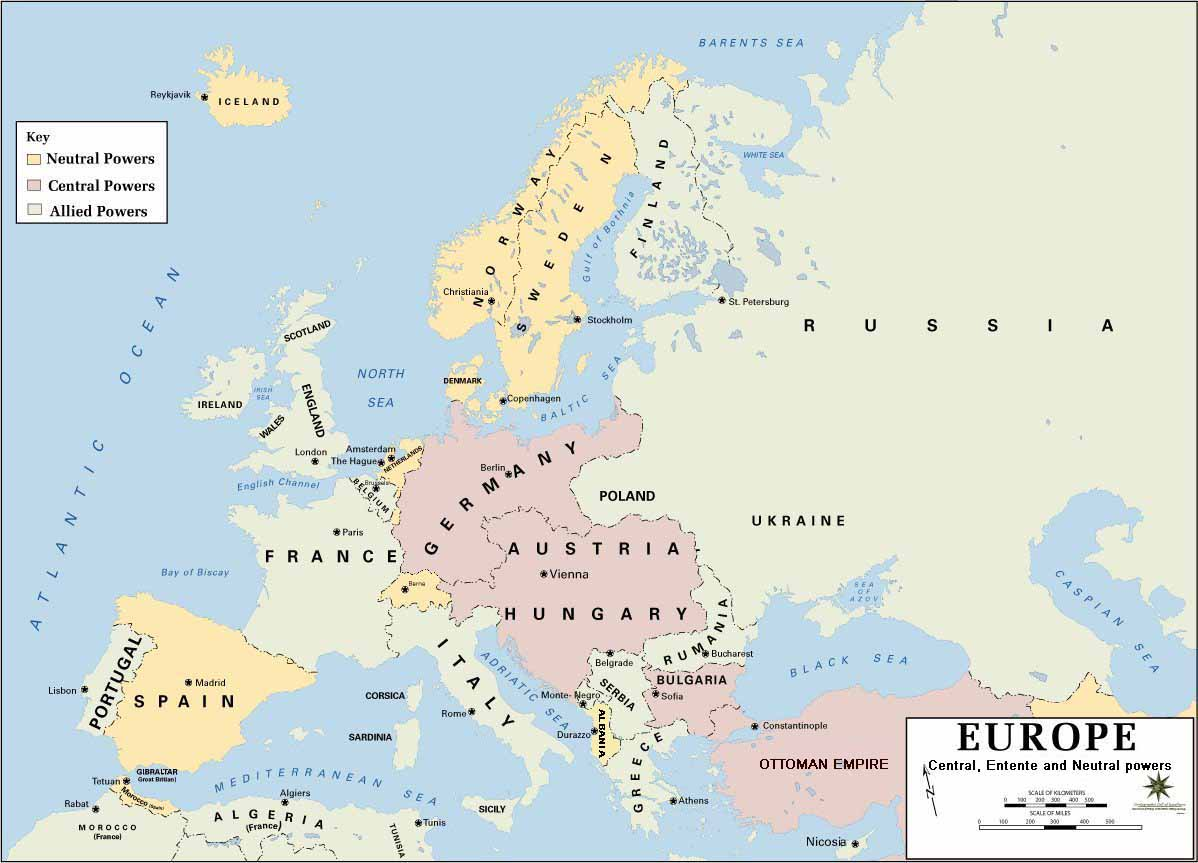
Aliances militars a Europa el 1914. Les Potències Centrals són en púrpura, els Aliats en gris i els neutrals en groc.

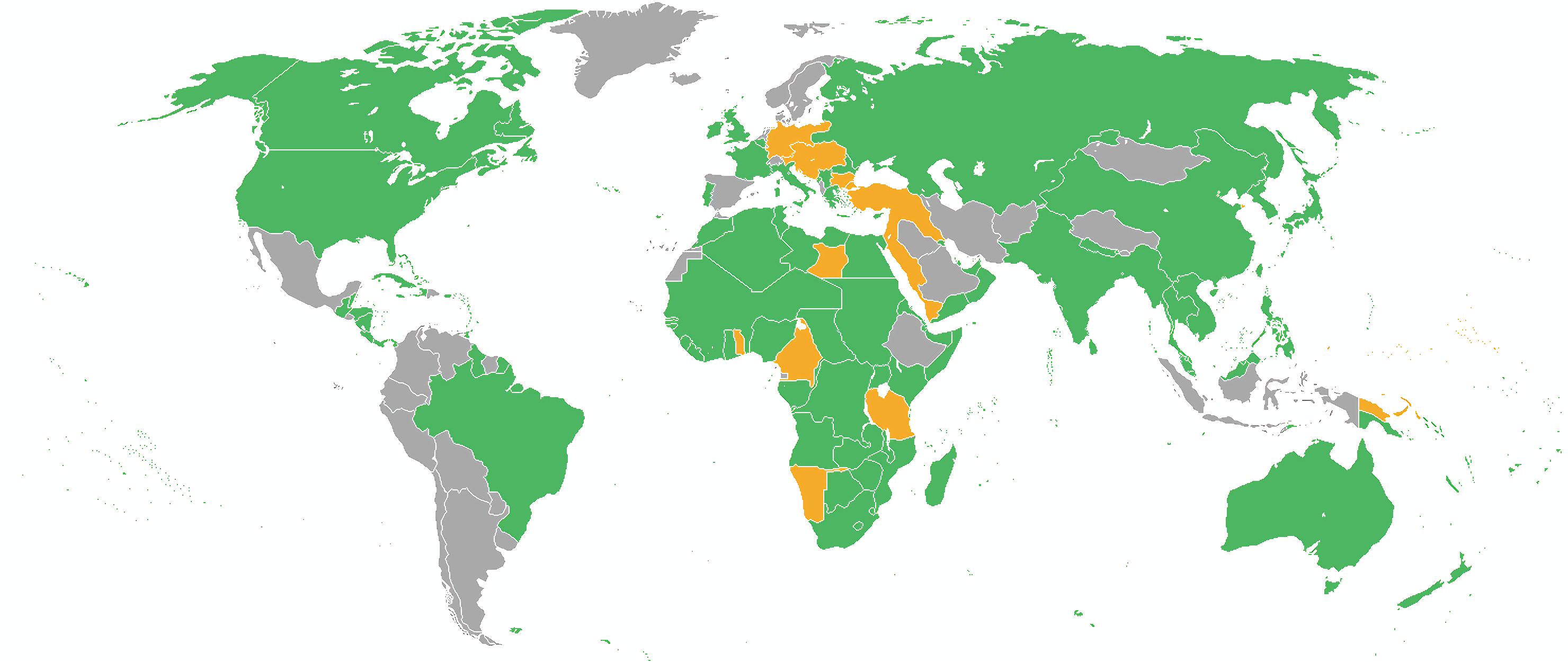
Mapamundi dels Participants en la Primera Guerra Mundial. Els Aliats i llurs colònies són en verd, les Potències Centrals i llurs colònies en taronja, i els neutrals en gris.

Les Potències Centrals foren les nacions d'Alemanya, Àustria-Hongria, l'Imperi Otomà, i Bulgària, que lluitaren contra els Aliats durant la Primera Guerra Mundial. Eren anomenats així perquè eren situats geogràficament entre l'imperi Rus a l'est i França i el Regne Unit a l'oest.
Alemanya i Àustria-Hongria esdevingueren aliats des del 7 d'octubre de 1879, als quals se'ls va unir el (20 de maig de 1882) (vegeu Triple Aliança) Itàlia, que intentaven limitar l'aliança amb propòsits defensius. En començar la guerra, els alemanys i austrohongaresos reclamaren als italians que intervenissin en favor seu, però el govern italià ho va rebutjar basant-se en el fet que Àustria i no pas Sèrbia declarà la guerra, i que per tant no era una guerra defensiva. Itàlia entrà en la Primera Guerra Mundial el 23 de maig de 1915, al costat dels Aliats.
Després de l'esclat de la guerra a Europa l'agost de 1914, l'Imperi Otomà va intervenir a la fi d'octubre contra Rússia i va provocar així la declaració de guerra de la Triple Entesa—Rússia, França i el Regne Unit.
Bulgària, encara ressentida per la derrota de juliol de 1913 a mans de Sèrbia, Grècia, Romania i l'Imperi Otomà, fou l'última nació en declarar la guerra a l'Entesa, envaint Sèrbia juntament amb les tropes alemanyes i austrohongareses l'octubre de 1915.
Les Potències Centrals van rebre algun suport extern, com el dels rebels que donaren suport a l'Aixecament de Pasqua a Dublín l'abril de 1916; ells es referien als "aliats galants d'Europa." El 1917-18 els finesos sota Carl Gustav Mannerheim i els nacionalistes ucraïnesos i lituans que feien causa comuna contra Rússia.
Bulgària signà un armistici amb els aliats el 29 de setembre de 1918, després de l'avanç Aliat a Macedònia. L'Imperi Otomà va fer el mateix el 30 d'octubre quan britànics i àrabs s'apoderaren de Palestina i Síria. Àustria i Hongria signaren l'alto el foc per separat durant la primera setmana de novembre després de la desintegració de l'Imperi dels Habsburg, i Alemanya signà l'armistici que acabà la guerra l'11 de novembre després de successius avenços de belgues, britànics, francesos i nord-americans al nord-est de França i Bèlgica.
Dates de rendició de les Potències Centrals
- Bulgària, el 29 de setembre de 1918
- Imperi Otomà, el 30 d'octubre de 1918
- Àustria-Hongria, el 4 de novembre de 1918
- Imperi Alemany, l'11 de novembre de 1918

## Potències Centrals
Àustria-Hongria
 Imperi Alemany
 Imperi Otomà
  Bulgària